# هلن دارلینگ
هلن دارلینگ (انگلیسی: Helen Darling؛ زادهٔ ۲۹ اوت ۱۹۷۸) بازیکن بسکتبال اهل ایالات متحده آمریکا است.
وی در مسابقات کشوری و بین‌المللی در مجموع برندهٔ ۱ مدال طلا شده‌است.